# Кузурова
Кузурова (ранее — Кызурова) — река в Томской области России. Устье реки находится в 278 км по правому берегу реки Кеть, в деревне Кузурово. Длина реки составляет 110 км, площадь водосборного бассейна 1080 км².

## Притоки
(от устья)
- Щучья
- Осокина
- Фадеева
- Рыбная
- Окуневка
- Теудье
- Материчная
- 73 км: Берёзовая
- Пунога
- 102 км: Пина

## Данные водного реестра
По данным государственного водного реестра России относится к Верхнеобскому бассейновому округу, водохозяйственный участок реки — Кеть, речной подбассейн реки — бассейн притоков (Верхней) Оби от Чулыма до Кети. Речной бассейн реки — (Верхняя) Обь до впадения Иртыша.